# Gasteria carinata var. verrucosa
Gasteria carinata var. verrucosa, una variedad de Gasteria carinata, es una  planta suculenta perteneciente a la familia Xanthorrhoeaceae. Es originaria de Sudáfrica.

## Descripción
Es una planta herbácea perennifolia, suculenta con tallo con hojas que alcanza un tamaño de 3 a 7 cm de altura. Las hojas, en número de 10-12, son dísticas, lanceoladas, de color verde sin brillo, con los bordes engrosados en ambos lados, la cara cóncava en la parte inferior; el ápice deltoide-cuspidado, con manchas de color blanco con un borde cartilaginoso blanco rojizo. La inflorescencia en forma de racimos laxos, con brácteas lanceoladas, más cortas que los pedicelos; el perianto con forma de bola oblonga.

## Taxonomía
Gasteria carinata var. verrucosa fue descrita por (Mill.) van Jaarsv. y publicado en  Aloe 29(1): 15, en el año 1992.
Sinonimia
- Lista de sinónimos[5]